# 牛津大学奥利尔学院
奧利爾书院（Oriel College） （又译奥利尔学院、奥里尔学院）是牛津大學下的一個书院，位於牛津奧里爾廣場。該书院歷史可追溯至1320年代，自稱是牛津最古老的皇家機構，為了顯示其皇家地位，又稱國王书院（King's College、King's Hall）。
愛德華二世在1320年代提供贊助，由其廷臣亞當·德·布魯姆為該书院奠基，當時稱牛津聖母瑪麗學堂（House or Hall of the Blessed Mary at Oxford）。 該书院在16世紀之前只接受非本科生做成員，之後才開始接納本科生入學。 英格蘭內戰期間，奧利爾书院是牛津議會（Oxford Parliament）駐地。
該书院有四座中世紀建築構成，即Bedel Hal、St Mary Hall、St Martin Hall和Tackley's Inn。其中Tackley's Inn是該书院最古老的地產，也是牛津最古老的中世紀建築之一。 該书院現有大約40名成員、300名本科生和160名研究生，男女人數基本持平。

## 外部連結
- Official website （页面存档备份，存于）
- Oriel JCR （页面存档备份，存于） — the undergraduate body of the college
- Oriel MCR （页面存档备份，存于） — the graduate body of the college
- Virtual Tour （页面存档备份，存于）
- Oriel College Boat Club （页面存档备份，存于）
- The Oriel Lions — Oriel College Drama Society